# Familia Jiménez
Familia Jiménez är en ort i Mexiko.   Den ligger i kommunen Tequisquiapan och delstaten Querétaro Arteaga, i den sydöstra delen av landet, 140 km nordväst om huvudstaden Mexico City. Familia Jiménez ligger 1 906 meter över havet och antalet invånare är 139.
Terrängen runt Familia Jiménez är kuperad åt sydost, men åt nordväst är den platt. Runt Familia Jiménez är det ganska tätbefolkat, med 149 invånare per kvadratkilometer. Närmaste större samhälle är San Juan del Río, 17,0 km sydväst om Familia Jiménez. I omgivningarna runt Familia Jiménez växer huvudsakligen savannskog.